# Hallunda
Hallunda is een metrostation aan de rode route op 20,1 kilometer ten zuidwesten van Slussen en wordt bediend door lijn T13. Het station is de middelste van het trio dat op 12 januari 1975 als zuidwestelijkste deel van het Stockholmse net geopend werd.
In de plannen van 1965 was het station gepland ten noorden van het winkelcentrum toen het tracé nog via Slagsta zou lopen. Later is besloten voor een tracé via Fittja en een extra station verder naar het westen. Zodoende ligt het station nu ten zuiden van het winkelcentrum parallel aan en tussen de Hallundavägen en de Skarpbrunnavägen. Het station is toegankelijk via een loopbrug vanaf het winkelcentrum en een ingang hoog boven het station aan de Skarpbrunnavägen 21. Als versiering zijn in 1993 plexiglasstaven en een neonslinger van de kunstenaar Kazuko Tamura aangebracht. 

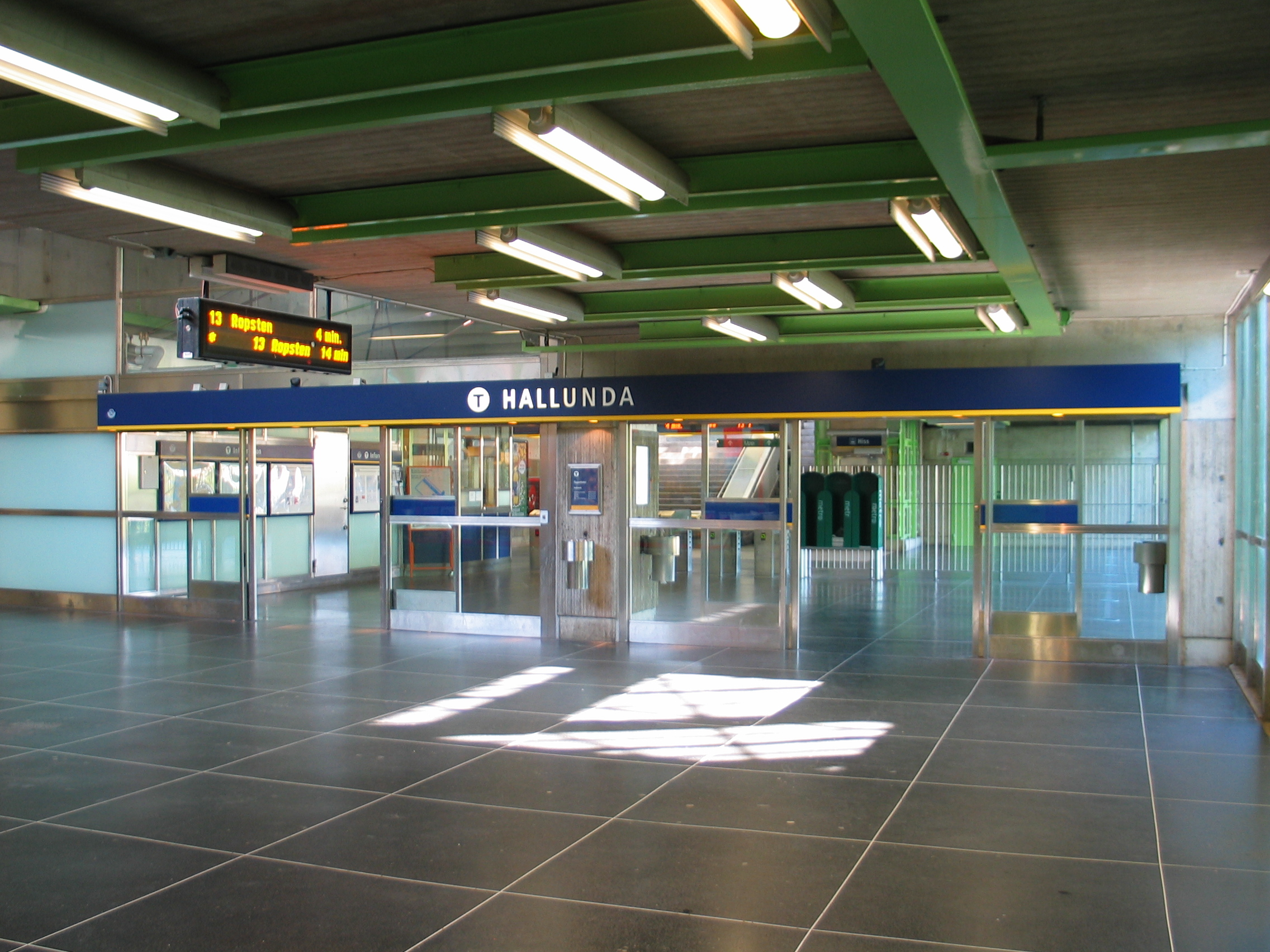
Toegang
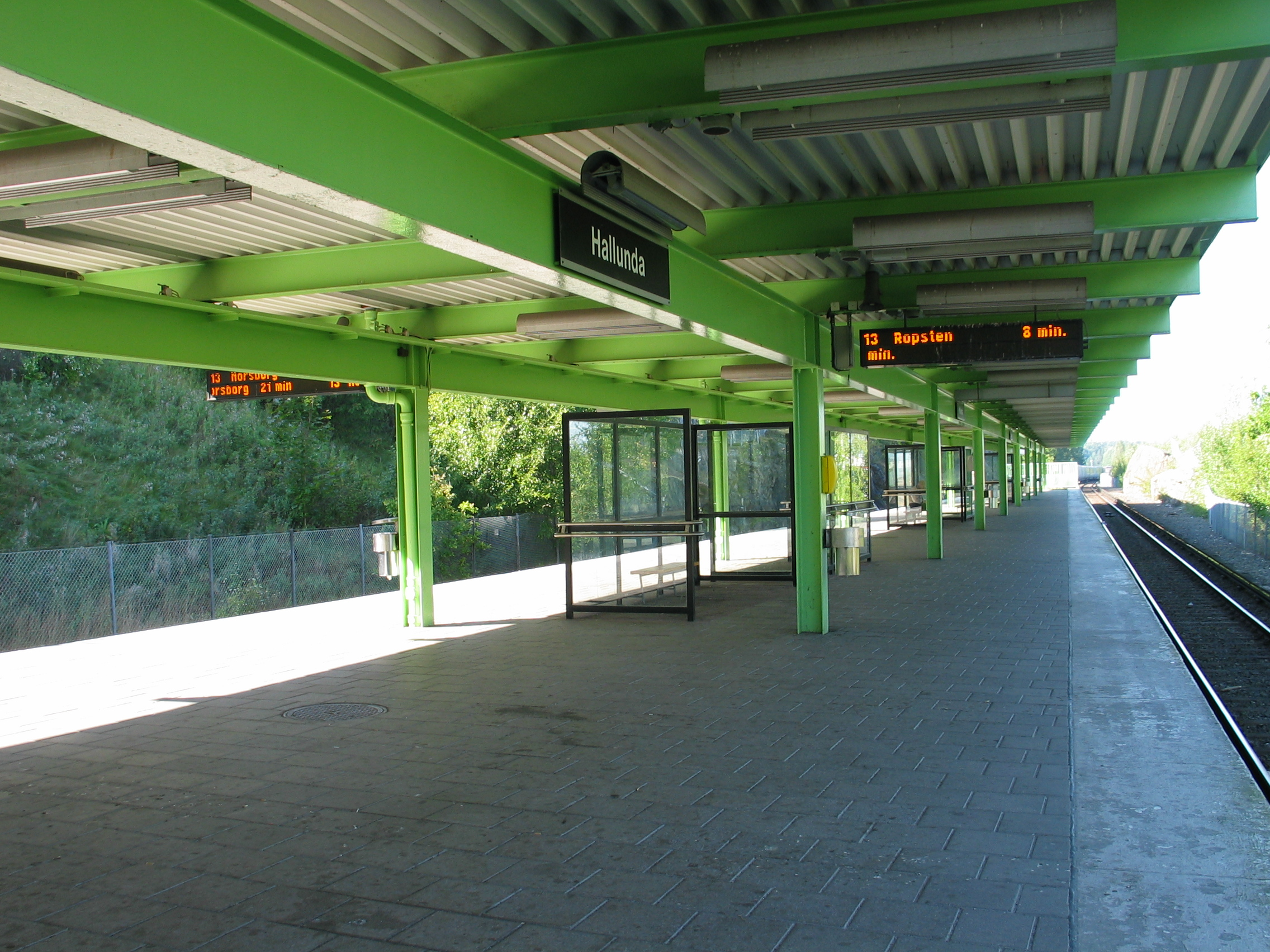
Perron
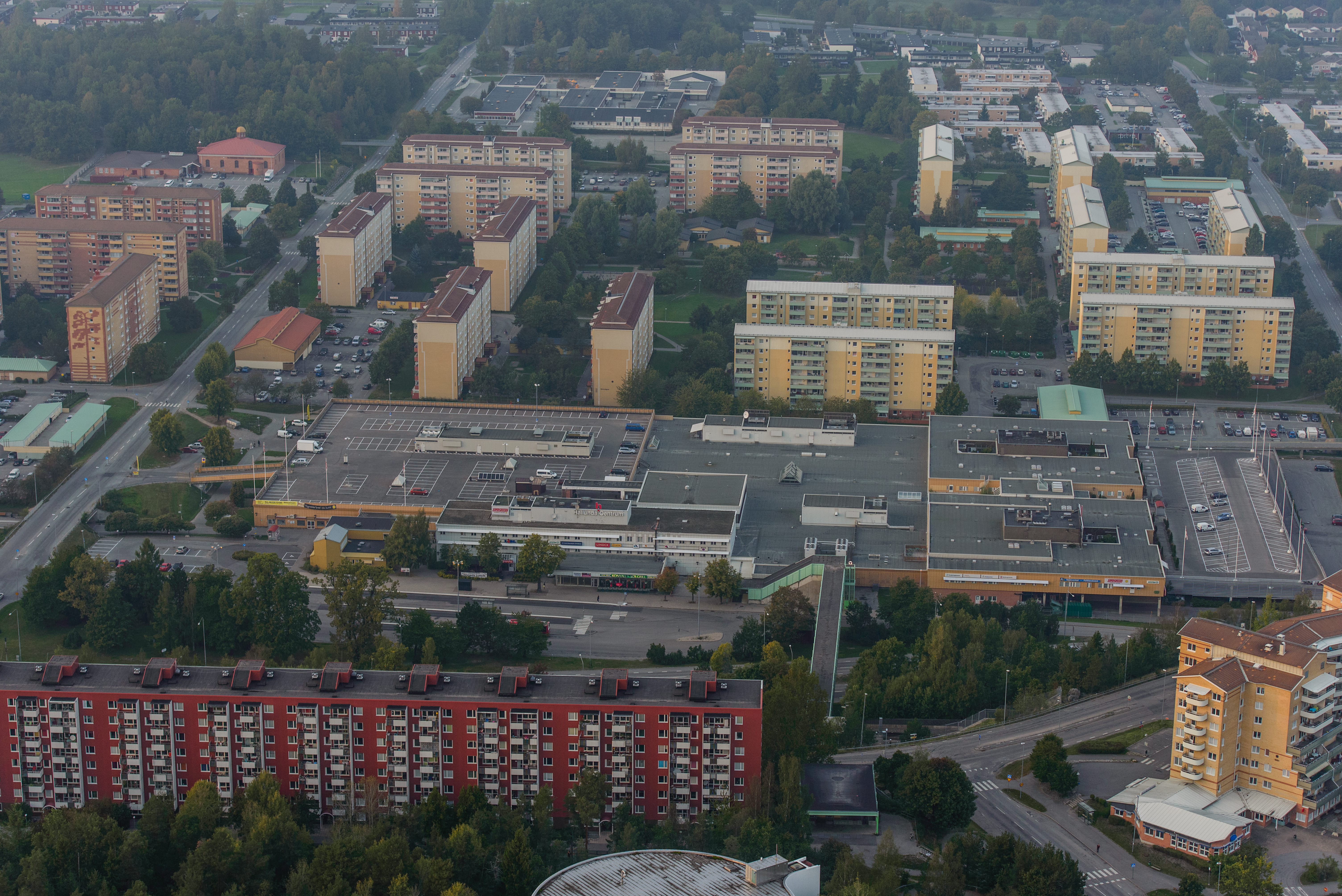
Metrostation met groen beschilderde loopbrug en de zuidelijke ingang, met groene biezen, tussen de hoogbouw aan de Skarbrunnavägen

Norsborg ·
Hallunda ·
Alby ·
Fittja ·
Masmo ·
Vårby gård ·
Vårberg ·
Skärholmen ·
Sätra ·
Bredäng ·
Mälarhöjden ·
Axelsberg ·
Örnsberg ·
Aspudden ·
Liljeholmen ·
Hornstull ·
Zinkensdamm ·
Mariatorget ·
Slussen ·
Gamla Stan ·
T-Centralen ·
Östermalmstorg ·
Karlaplan ·
Gärdet ·
Ropsten